# Medio sedimentario

Principales medios sedimentarios

Un medio o ambiente sedimentario es una parte de la superficie terrestre que se diferencia física, química y biológicamente de las zonas adyacentes. En un medio sedimentario o en parte del mismo puede producirse erosión, no depósito o sedimentación, normalmente alternando en diferentes etapas. Los procesos sedimentarios son los causantes del transporte y depósito de los sedimentos. El número de medios sedimentarios actuales es finito y pueden ser clasificados.
La mayoría de los sedimentos del registro geológico pueden ser asociados, por el principio de actualismo, a medios sedimentarios actuales; sin embargo para algunas rocas sedimentarias muy antiguas no existen modelos actuales, como en el caso de las formaciones de hierro bandeado. 
El registro de una cuenca sedimentaria refleja no solo los sedimentos sino también las cicatrices erosivas, relacionadas con la actividad tectónica o cambios climáticos, y periodos de no sedimentación (suelos, alteritas, sustratos endurecidos, etc.).

## Tipos de medios sedimentarios
| Medios sedimentarios | Medios sedimentarios | Medios sedimentarios | Medios sedimentarios | Medios sedimentarios |
| -------------------- | -------------------- | -------------------- | --- | -------------------- |
| Continentales        | Subaéreos            | Eólico               | * Hamada * Mar de dunas * Llanuras de loess                                                                               |                      |
| Continentales        | Subaéreos            | Glacial              | * Periglaciar * Glaciar * Indlandsis                                                                                      |                      |
| Continentales        | Subacuáticos         | Fluvial              | * Abanico aluvial * Río anastomosado * Río meandriforme * Llanura de inundación * Arroyo                                  |                      |
| Continentales        | Subacuáticos         | Lacustre             | * Pantano * Estero * Salar                                                                                                |                      |
| De transición        | Deltaico             | Deltaico             | * Prodelta * Frente deltaico * Llanura deltaica * Barras de desembocadura * Canales distributarios                        |                      |
| De transición        | Playero              | Playero              | * Zona sublitoral (shoreface) * Zona de batida (foreshore) * Trascosta (backshore)                                        |                      |
| De transición        | Estuarino            | Estuarino            | * Llanura mareal * Bajíos, barras e islas arenosas * Marisma / Manglar                                                    |                      |
| De transición        | Isla barrera-lagoon  | Isla barrera-lagoon  | * Playa * Cordón dunar * Llanura mareal * Abanico de arena (washover fan) * Caño mareal (tidal inlet) * Albufera / Sebkha |                      |
| Marinos              | Plataforma           | Plataforma           | * Plataforma siliciclástica * Plataforma carbonatada * Barra litoral * Barra de borde de plataforma * Arrecife de coral   |                      |
| Marinos              | Talud                | Talud                | * Cañón submarino |                      |
| Marinos              | Borde precontinental | Borde precontinental | * Turbiditas * Olistostromas                                                                                              |                      |
| Marinos              | Abisal               | Abisal               | * Abanico submarino / turbiditas * Sedimentación pelágica                                                                 |                      |

Atendiendo a la dominancia de la erosión, la sedimentación o del no depósito, los medios sedimentarios también pueden clasificarse en erosivos, de depósito y de equilibrio:
- Erosivos: principalmente son terrestres subaéreos, en zonas con fuerte relieve en las que predomina la meteorización, erosión y transporte. Son raros en ambientes marinos, como cañones o zonas de plataforma sometidas a fuertes corrientes submarinas. En ambientes submarinos, la disolución de la calcita, en determinadas circunstancias físico-químicas también puede producir importantes etapas erosivas.
- Depósito: los principales lugares de depósito de sedimentos, tanto actuales como del registro geológico, son marinos: costeros y de plataforma continental. En zonas terrestres subacuáticas (ríos y lagos) se pueden acumular grandes volúmenes de sedimento si las condiciones tectónicas favorecen la subsidencia durante mucho tiempo, como en algunas áreas cratónicas. En las cuencas de antepaís se pueden producir también importantes acumulaciones sedimentarias, principalmente de origen fluvial. Los sedimentos de origen eólico pueden ser localmente importantes, aunque en conjunto son anecdóticos, muy poco representados en el registro geológico.
- Equilibrio: son zonas sin depósito ni erosión, en las que prevalecen los procesos de alteración y formación de suelos, son muy frecuentes. En ambientes terrestres se producen bauxitas, lateritas y costras ferruginosas, mientras que en los marinos se forman los denominados «fondos duros», con depósito de fosfatos, óxidos de manganeso y acción de organismos perforantes.

## Reconocimiento de medios sedimentarios en sedimentos antiguos

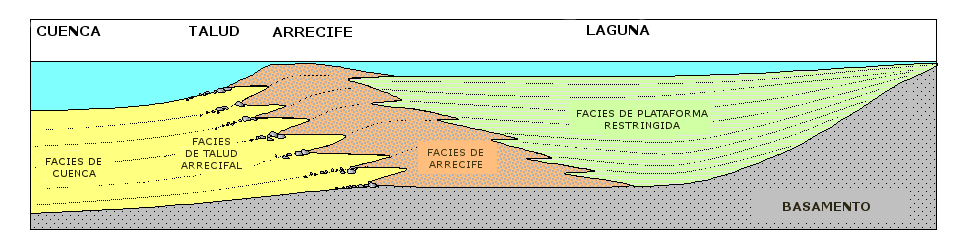
Sección geológica de una plataforma carbonatada mostrando los diferentes ambientes sedimentarios y las facies correspondientes.

Los ambientes de formación de los sedimentos antiguos pueden identificarse por la combinación de análisis de facies, estructuras sedimentarias, fósiles, asociaciones de icnitas, etc.